# Hylaeus amiculinus
Hylaeus amiculinus là một loài Hymenoptera trong họ Colletidae. Loài này được Cockerell mô tả khoa học năm 1922.

## Hình ảnh

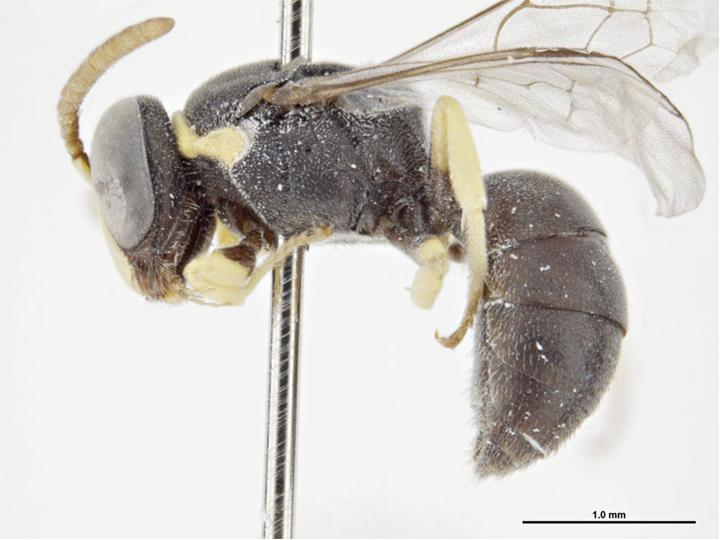